# Filippo Pozzato
Filippo Pozzato (* 10. září 1981) je italský silniční profesionální cyklista jezdící za profi tým Lampre-Merida. Pozzato je specialistou na typ jednodenních klasik. Mezi největší úspěchy patří vítězství na závodech Milán - San Remo, Vattenfall Cyclassics, E3 Harelbeke, Omloop Het Nieuwsblad a Tirreno–Adriatico. Vyhrál také 2 etapy na Tour de France.